# Conocybe ochrostriata
Conocybe ochrostriata är en svampart som tillhör divisionen basidiesvampar, och som beskrevs av Anton Hausknecht. Conocybe ochrostriata ingår i släktet Conocybe, och familjen Bolbitiaceae. Arten är reproducerande i Sverige.